# Culex pereyrai
Culex pereyrai är en tvåvingeart som beskrevs av Duret 1967. Culex pereyrai ingår i släktet Culex och familjen stickmyggor.
Artens utbredningsområde är Paraguay. Inga underarter finns listade i Catalogue of Life.